# Larry Koonse

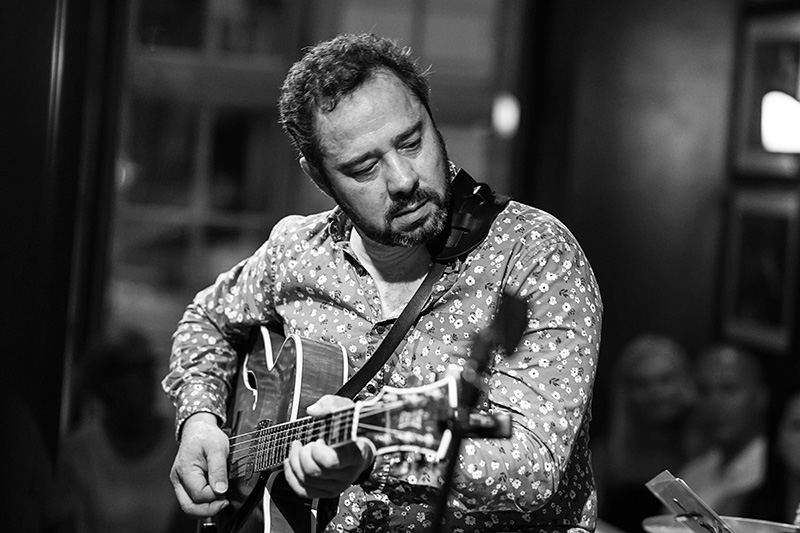
Larry Koonse in 2018

Larry Koonse (San Diego, 7 juli 1961) is een Amerikaanse jazzgitarist.

## Biografie
Koonse begon op zijn zevende gitaar te spelen en hij nam al in 1978 een plaat op, met zijn vader Dave Koonse: Dave and Larry Koonse – Father and Son Jazz Guitars. In 1984 verwierf hij de titel Bachelor in Jazz Studies aan de University of Southern California. Hierna speelde hij zes jaar bij John Dankworth en Cleo Laine. Hij werkte verder in een trio met Tierney Sutton en Hubert Laws, tevens was hij actief als studiomuzikant, o.m. voor Karrin Allyson, Paul Anka, Michael Bublé, Alan Broadbent, Bob Brookmeyer, Billy Childs, Bill Cunliffe, David Friesen, Terry Gibbs, John Gross, Jeff Lorber, Warne Marsh, Bennie Maupin, John Patitucci, Linda Ronstadt, Jimmy Rowles, Mel Tormé, Jimmy Wyble, Ron Kalina en Percy Faith. Hij was mede-leider van het L.A. Jazz Quartet, waarmee hij meerdere albums opnam. Zijn gitaarspel werd gebruikt in de biopic Crazy, over gitarist Hank Garland, tevens werkte hij mee aan de soundtrack van een film van David Mamet, Redbelt (2008). Onder eigen naam bracht hij meerdere albums uit, verschillende daarvan kwamen uit op het mede door hem opgerichte platenlabel Jazz Compass. Een van die platen was een album met, opnieuw, zijn vader: Dialogues of the Heart (1997). In de jaren 90 gaf hij les aan het California Institute of the Arts.

## Discografie (selectie)
- Dave & Larry Koonse Quartet: Son of Jazz Guitars (1978)
- Secret Tea (Sea Breeze, 2001)
- Americana (2002) met Scott Colley
- David Friesen, Larry Koonse, Joe LaBarbera, Connection (ITM Records, 2005)
- Storybook (Jazz Compass, 2006) met Darek Oleszkiewicz
- What's in the Box – Larry Koonse Plays the Music of Jimmy Wyble (Jazz Compass, 2007)